# K-Toon
K-Toon war ein deutscher Pay-TV-Sender, der am 28. Juli 1996 um 20:00 seinen Sendebetrieb aufnahm. Der Sender wurde von der Bayerischen Landeszentrale für neue Medien (BLM), die auch aufsichtsführende Landesmedienanstalt für den Kanal war, lizenziert. Eine vom Medienrat der BLM ausgestellte Genehmigung vom 14. Oktober 1999 sah einen Sendebetrieb von acht Jahren, bis zum 31. Oktober 2007, vor. Ein Zulassungsbescheid dazu erging am 2. November 1999.

## Verbreitung
Das bundesweit abendlich ausgestrahlte Programm, welches anfänglich nur über DF1 empfangbar war, teilte sich die Frequenz mit Junior, welcher von 6:00 bis 20:00 sein Programm zeigte. Ab 1. Oktober 1999, nach der Fusion von DF1 und Premiere zu Premiere World, war das Programm, inzwischen mit einem neuen Design, bei Premiere World auf einer gemeinsamen Frequenz mit Junior empfangbar. Am 1. April 2003 um 6:00 Uhr fusionierte K-Toon mit Junior und verschwand damit vollständig aus der deutschen Fernsehsenderlandschaft. Das Programm von Junior war fortan 24 Stunden täglich empfangbar, dieser Schritt wurde allerdings am 1. Januar 2008 revidiert.

## Programm
Das Programm des Senders bestand komplett aus Zeichentrickserien jeglicher Art, eine bestimmte Zielgruppe gab es nicht. Der Anteil der ausgestrahlten Sendungen in deutscher Erstausstrahlung war eher gering. Viele Sendungen wurden stattdessen aus dem Programm von z. B. Sat.1, RTL oder weiteren Sendern übernommen. So strahlte K-Toon, ergänzend zum Free-TV-Sender Nickelodeon, Klassiker wie Aaahh!!! Monster, Rockos modernes Leben, Ren & Stimpy oder Die Biber Brüder auch über die Einstellung des deutschen Nickelodeon-Ablegers hinaus aus. Einige Sendungen, die auf dem damals frei empfangbaren englischsprachigen Cartoon Network liefen, wurden auch ausgestrahlt wie die Maske, Tom & Jerry, Dexters Labor oder Cow & Chicken. Zudem wurden im Programm einige Cartoons für Erwachsene gezeigt, z. B. Beavis und Butt-Head. Einige Sendungen wurden bisher nur im Pay-TV ausgestrahlt und fanden den Weg teilweise nur ins Programm von K-Toon, einige von ihnen, nach Einstellung von K-Toon, ins Abendprogramm von Junior.